# スタートレック:ストレンジ・ニュー・ワールド
『スタートレック:ストレンジ・ニュー・ワールド』（英: Star Trek: Strange New Worlds、略称 SNW）はParamount+によるアメリカ合衆国のSFドラマシリーズである。『スタートレック』メディア・フランチャイズの8作目の実写テレビドラマシリーズである。

## 概要
シリーズはアキヴァ・ゴールズマン、アレックス・カーツマン、ジェニー・ルメットによって創作された。『スタートレック:ディスカバリー』のスピンオフ作品であり、『宇宙大作戦』の前日譚として、 ジェームズ・T・カークの前任のクリストファー・パイクを船長とするU.S.S.エンタープライズ NCC-1701の5年間の宇宙探査任務の冒険を描く。
『宇宙大作戦』にも登場したクリストファー・パイク、スポック、副長ナンバーワンは、『スタートレック:ディスカバリー』シーズン2と同じくそれぞれアンソン・マウント、イーサン・ペック、レベッカ・ローミンが演じる。3人のキャラクターの人気をもとにカーツマンはスピンオフの企画を開始し、2020年5月にシリーズが発注された。3人のほかにも、ジェームズ・T・カーク、ウフーラ、モンゴメリー・スコット、クリスティン・チャペル、ドクター・ムベンガなど『宇宙大作戦』に登場したキャラクターが登場する。『スタートレック:ディスカバリー』や『スタートレック:ピカード』のような近年の複数話にわたる連続したストーリー仕立てのシリーズとは異なり、『宇宙大作戦』及び『新スタートレック』のように、一話完結が基本となる。
シーズン1は2022年5月5日にParamount+で配信開始され、同年7月まで毎週1話ずつ公開された。シーズン2は2023年の6月から8月にかけて公開された。2025年7月17日よりシーズン3が配信開始予定。シーズン4および5の製作が決定しており、シーズン5(全6話)を以てシリーズ終了となることが発表された。
日本では、ビデオ・オン・デマンドサービスのWOWOWオンデマンドおよびJ:COM STREAMに加わるParamount+の番組として、2023年12月1日より配信開始（それに先行して11月24日から第1話が公開された）。シーズン2は2024年1月19日から配信されている。2024年4月17日からは、Amazon Prime VideoのParamount+チャンネルでも配信されている。

## 登場人物
※括弧内は日本語吹き替え。

### メイン
- クリストファー・パイク
  - 演 - アンソン・マウント（てらそままさき）
  -  U.S.S.エンタープライズ NCC-1701の船長[5]。大佐。
  - 『スタートレック:ディスカバリー』シーズン2のU.S.S.ディスカバリーNCC-1031船長として登場。謎の現象を追う中で訪れたクリンゴンの聖地ボレスでの体験で、近い将来に悲惨な運命に遭うことを知るがゆえに苦しむ[注釈 1][6]。
  - 『宇宙大作戦』パイロット版「歪んだ楽園」ではジェフリー・ハンターが演じる。しかしハンターの降板により、主演はウィリアム・シャトナー演じるカーク船長に変更され、パイク船長はカーク船長の前任という設定となった。
  - 『宇宙大作戦』第11話・12話「タロス星の幻怪人」にも登場し、事故により全身不随の状態となっている。
- ナンバーワン / ウーナ・チン＝ライリー
  - 演 - レベッカ・ローミン[注釈 2]（五十嵐麗）
  - 副長[5][7]。少佐。
  - 過酷な環境下で生き残るために自ら遺伝子操作を施す種族イリリア人。しかし宇宙艦隊が遺伝子操作を禁止しているためその出自を秘密にする。
  - 『宇宙大作戦』パイロット版「歪んだ楽園」ではメイジェル・バレットが演じる。
- スポック
  - 演 - イーサン・ペック（英語版）（星野貴紀）
  - バルカン人と地球人の混血である科学主任[5]。大尉。
  - バルカン人の間での受容と、婚約者トゥプリングとの複雑な関係に悩む[8] 。
  - 『宇宙大作戦』の主要登場人物で、副長を務める。
- クリスティン・チャペル 
  - 演 –  ジェス・ブッシュ（英語版）（藤井ゆきよ）
  - 看護師[7]、エピジェネティクス専門家。
  - スポックとの友情と恋愛が描かれる[9]。
  - 『宇宙大作戦』の準レギュラーの登場人物でメイジェル・バレットが演じ、本作と同じく看護師を務める。
- ラアン・ヌニエン・シン[注釈 3]
  - 演 -  クリスティーナ・チョン（英語版）（種市桃子）、Ava Cheung (幼少時) [10]
  - 保安主任[7]。大尉。
  - 幼少時に家族をゴーン人に殺され、一人だけウーナに救われた過去がある[11]。
  - 先祖であるカーン・ノニエン・シン（『宇宙大作戦』第22話「宇宙の帝王」、劇場版第2作『スタートレックII カーンの逆襲』に登場）の悪評に苦しむ[12] 。
- ウフーラ
  - 演 - セリア・ローズ・グッディング（英語版）（葉山那奈）
  - 通信担当の士官候補生[7]。後に少尉。
  - 『宇宙大作戦』の主要登場人物で、本作と同じく通信士官を務める。
- エリカ・オルテガス
  - 演 - メリッサ・ナヴィア（英語版）（ニケライ・ファラナーゼ）[13]
  - 操縦士[7]。大尉。
- ジョゼフ・ムベンガ
  - 演 - バブス・オルサンモクン（英語版） （竹田雅則）
  - 医療主任[7]
  - 難病の娘ルキヤを医療用転送バッファー内に隠し保存する。
- ヘマ― 
  - 演 -  ブルース・ホラック（英語版）（江頭宏哉）(S1)
  - 機関主任。大尉。
  - アンドリア人の亜種イーナー人(ENT90話「氷窟の民」)[注釈 4]であり、アルビノで片眼は見えずもう片目も弱視である[7]。テレパシー能力を持つ。

### リカーリング
- ロバート・エイプリル（英語版）
  - 演 - Adrian Holmes
  - U.S.S.エンタープライズNCC-1701の初代船長でパイク船長の前任[注釈 5][注釈 6]。本シリーズ時点では宇宙艦隊の提督。
- ジョージ・サミュエル・カーク
  - 演 - Dan Jeannotte
  - ジェームズ・T・カークの兄で科学士官。異星人類学者。大尉。
  - 弟のジェームズからミドルネームの「サム」で呼ばれているのは、「ジョージ」は父親の名前でもあるため。
  - 『宇宙大作戦』第29話「デネバ星の怪奇生物」にも登場するが、ジェームズたちがU.S.S.エンタープライズで救援に来た時には既に死亡していた。
- トゥプリング
  - 演 - Gia Sandhu
  - スポックの婚約者のバルカン人。犯罪者更生の仕事をする。
  - 『宇宙大作戦』第34話「バルカン星人の秘密」にも登場する。
  - 『宇宙大作戦』での登場時と違い、スポックを心から愛しており彼女なりにスポックの艦隊での任務に理解を示そうとしている。
- マリー・バテル
  - 演 - Melanie Scrofano
  - U.S.S.カユーガNCC-1557の船長でパイクのガールフレンド。大佐。
  - シーズン2「覇権Part1」にてゴーンに寄生され、治療を受けるものの細胞レベルでゴーン細胞と融合しつつある事がシーズン3「ケンフォリの死闘」にて判明した。
- ジェームズ・T・カーク
  - 演 – ポール・ウェズレイ（浪川大輔）
  - サムの弟。U.S.S.ファラガットNCC-1647勤務の大尉。父ジョージ・カークの記録を更新し、史上最年少での副長昇格が内定する。
  - 若く行動的で機転の利く指揮官。サムによれば何事も一番でないと気が済まない性格だが、船長としての資質に不安はないという。
  - 『宇宙大作戦』の主要登場人物で、パイク船長の後任としてU.S.S.エンタープライズの船長を務める。
- ペリア
  - 演 – キャロル・ケイン (S2)
  - 機関主任。中佐。
  - 殉職したヘマーに代わり、シーズン2のエンタープライズの機関主任を務める。
  - 地球上で22世紀まで存在を隠して来た長命種族ランタナイトの一員であり、元宇宙艦隊アカデミー教授。
- モンゴメリー・スコット
  - 演 - Martin Quinn
  - U.S.S.スターダイバー勤務の機関士。中尉[注釈 7]。
  - 『宇宙大作戦』の主要登場人物で、エンタープライズの機関主任を務める。
  - 宇宙艦隊アカデミー在籍時に、ペリアの教え子の一人だった。

### ゲスト
- アマンダ・グレイソン 
  - 演 - ミア・カーシュナー (S2)
  - スポックの母。地球人。『スタートレック:ディスカバリー』の登場人物。
- ブラッド・ボイムラー
  - 演 - ジャック・クエイド (S2)（平野潤也）
  - 『スタートレック:ローワー・デッキ』の主要登場人物。24世紀のU.S.S.セリトスNCC-75567の乗員。少尉。
- ベケット・マリナー
  - 演 - タウニー・ニューサム（英語版）(S2)（小島幸子）
  - 『スタートレック:ローワー・デッキ』の主要登場人物。24世紀のU.S.S.セリトスNCC-75567の乗員。少尉。

## あらすじ

### シーズン1
舞台は『スタートレック:ディスカバリー』シーズン2最終話でU.S.S.ディスカバリーが未来に去り、宇宙艦隊がその存在を極秘にした後の2259年。U.S.S.エンタープライズの整備中に副長ウーナ（ナンバーワン）が行方不明となり、クリストファー・パイク船長は自分の悲劇的な未来を知りながら、船を率いてウーナを救出したのち、探検を始める。ウーナが禁止された遺伝子操作を施したイリリア人であることが分かるも、パイクは辞職を認めない。エンタープライズは、保安主任ラアンの家族を皆殺しにした強敵ゴーン人に遭遇し、機関主任ヘマーは死ぬ。パイクは歴史を変えて個人的な悲劇を避けることで、自分のロミュランに対する寛容な行動が惑星連邦全体とスポックに悲惨な運命をもたらすことを知る。ウーナは逮捕される。

### シーズン2
長命種族のペリアが機関主任となる。パイクのガールフレンドのバテルに追及された裁判でウーナは無罪となり、副長に復帰する。ラアンはロミュラン人により改変された時間軸を、その時間軸のジェームズ・T・カークと協力して元に戻す。24世紀のU.S.S.セリトスの乗員がタイムトラベルの事故でエンタープライズにやって来るも、悪影響を残す前に戻る。エンタープライズはゴーン人に襲われたコロニーの住民とカユーガの乗員を救出しようとするも、カユーガは破壊され、バテルにはゴーン人の卵が産みつけられ、4人のクルーと住民はゴーン人に捕らえられる。エイプリル提督は撤退命令を下す。

## エピソード
| シーズン | シーズン | 話数 | 話数 | 発売期間      | 発売期間      |
| シーズン | シーズン | 話数 | 話数 | 初回発売      | 最終回発売    |
| -------- | -------- | ---- | ---- | ------------- | ------------- |
|          | 1        | 10   | 10   | 2022年5月5日  | 2022年7月7日  |
|          | 2        | 10   | 10   | 2023年6月15日 | 2023年8月10日 |

### シーズン1のエピソード
| 通算 話数 | シーズン 話数 | タイトル                                                        | 監督                      | 脚本 | 公開日        |
| --- | ------------- | --------------------------------------------------------------- | ------------------------- | --- | ------------- |
| 1 | 1             | "ストレンジ・ニュー・ワールド" "Strange New Worlds"             | アキヴァ・ゴールズマン    | 脚本 : アキヴァ・ゴールズマ 原案 : アキヴァ・ゴールズマン & アレックス・カーツマン & ジェニー・ルメット | 2022年5月5日  |
| 2259年、 U.S.S.エンタープライズ NCC-1701の整備中、U.S.S.アーチャー NCC-627に乗りファースト・コンタクト任務中の副長ウーナが行方不明となる。エイプリル提督は休暇中のクリストファー・パイク船長を呼び戻し、整備を途中で切り上げて救助に向かわせる。パイクはスポックに、未来での悲惨な運命を知ったことが任務に与える影響を相談する。エンタープライズはカイリー279星に行き、内乱状態の勢力が、近傍空間でのU.S.S.ディスカバリーの活動を観察することで、ワープドライブではなくワープ爆弾を開発し破滅的な戦争の手前にあることを知る。パイク、スポック、副長代理のラアンは変装して惑星に降り、ウーナらを救出する。パイクは内政干渉を禁じる一般命令1条を破り、地球の滅亡の歴史を示して内乱を収束させ惑星連邦への加入を促す。ディスカバリーの存在自体が秘密であるため、パイクは宇宙艦隊による処罰を逃れる。ラアンは家族がゴーン人に皆殺しにされ、自分だけがウーナに救われた過去をパイクに告白し、保安主任となる。 |               |                                                                 |                           | |               |
| 2 | 2             | "彗星の子供たち" "Children of the Comet"                        | マヤ・ヴルヴィロ          | ヘンリー・アロンソ・マイヤーズ & Sarah Tarkoff                                                          | 2022年5月12日 |
| ペルセポネ星系の、科学技術の未発達な知的生命の住む惑星に彗星が衝突しそうになる。エンタープライズは彗星のコースを変えようとするもフォースフィールドに妨げられる。ウフーラ、スポック、ラアン、サム・カークが上陸して人口建造物に入る。卵型の物体はエネルギー放射でサムを昏倒させる。彗星を「古代からの生命の裁き手」ムハニートと呼び、その付き添いを自称する種族「シェパード」の戦力に勝る宇宙船がエンタープライズの干渉を妨害する。ウフーラは物体が音に反応することを発見してフォースフィールドを解かせ、上陸班はエンタープライズに戻る。エンタープライズがシェパードの注意を引く間にスポックがシャトルで彗星のコースを変える。彗星は惑星に衝突せず、かすめながら蒸気を大気に注入し、乾燥した惑星環境を改善する。ウーラは彗星の発する音を分析し、彗星が本来の予定通りに惑星に干渉し生命を育んだと考える。 |               |                                                                 |                           | |               |
| 3 | 3             | "イリリアのゴースト" "Ghosts of Illyria"                        | レスリー・ホープ          | Akela Cooper & Bill Wolkoff                                                                             | 2022年5月19日 |
| エンタープライズは、惑星連邦が禁止した遺伝子操作を自らに施したイリリア人の廃墟を調査するも、イオン嵐のためにパイクとスポックは残される。船に戻った上陸班は光に魅かれるあまり奇矯な行動を示す症状に襲われ、他の乗組員にも広がる。ウーナ（ナンバーワン）だけは耐性を示して船を破壊から救い、症状を抑える薬が作成されて乗組員の症状は治まる。パイクとスポックは、廃墟に残された文書から、惑星連邦加盟を望む一派が遺伝子操作を元に戻そうとしてウイルスを作成してしまいプラズマ生物に変貌してしまったと推測する。二人はプラズマ生物によりイオン嵐から守られて船に戻る。ウーナは自分が別のコロニー出身のイリリア人であることを明かし、辞職を申し出るもパイクが却下する。ウーナは、医療主任のムベンガが転送バッファー内に難病の自分の娘を保存するために医療用転送装置をアップグレードせず、バイオフィルターがウイルスを見逃してしまったと知る。 |               |                                                                 |                           | |               |
| 4 | 4             | "メメント・モリ" "Memento Mori"                                 | ダン・リウ                | Davy Perez & Beau DeMayo                                                                                | 2022年5月26日 |
| エンタープライズは植民星に大気プロセッサーを運び、多くの人々が惨殺されたことを発見した後、生存者を救出する。かつてゴーン人に襲撃された記憶を持つラアンはゴーン人の罠を見破るも、エンタープライズは攻撃されて損傷する。パイクは船をブラックホール近傍の褐色矮星のガス雲の中に隠し、その結果システムの多くがダウンする。機関部で研修中のウフーラは負傷したヘマーを助けて船の破滅を防ぐ。ウーナは重傷を負い、ムベンガとチャペルは伝統的な医療に頼る。スポックの機転でゴーン船を一隻破壊するも、さらなる三隻の接近を招く。一隻は高密度のガスで破壊される。スポックの精神融合で、ラアンは兄が解析したゴーン人の暗号システムを思い出し、これを利用してさらに一隻を誤爆で破壊させる。パイクはブラックホールの近傍で大気フィルターを放出し、その破壊をエンタープライズ号に見せかける。残るゴーン船は去る。 |               |                                                                 |                           | |               |
| 5 | 5             | "スポックの混乱" "Spock Amok"                                   | レイチェル・ライターマン  | ヘンリー・アロンソ・マイヤーズ & Robin Wasserman                                                        | 2022年6月2日  |
| 第1宇宙基地でエンタープライズは修理を受け、乗組員たちは上陸休暇を楽しむ。仕事熱心で"お楽しみ殺し"とあだ名されるウーナとラアンは船に残り、悪ふざけのゲームをする二人の少尉を捕まえ、自分たちも羽目を外してゲームを試す。半分地球人であることに不安を持つスポックは婚約者のトゥプリングと逢瀬を楽しもうとするが、ロミュラン、クリンゴン、あるいは惑星連邦との同盟を迷うロンゴヴィア保護領との外交交渉のために邪魔される。チャペルに相談した後、スポックはトゥプリングと"魂の共有"を試してカトラ(精神)が入れ替わってしまう。二人はそれぞれの任務をこなし、スポックはバルカン人の犯罪者を論理の道筋に戻し、トゥプリングは外交交渉を成功させる。ムベンガとチャペルは二人のカトラを元に戻す。 |               |                                                                 |                           | |               |
| 6 | 6             | "苦しみの届かぬ高さまで" "Lift Us Where Suffering Cannot Reach" | アンディ・アルマガニアン  | Robin Wasserman & Bill Wolkoff                                                                          | 2022年6月9日  |
| マジャラン星系で定期測量調査中のエンタープライズは戦闘クルーザーに攻撃されるシャトルから救難信号を受け、クルーザーを破壊しシャトルから第1奉仕者と呼ばれる少年、その父で医師のガマル長老、さらにパイクの知己のアローラ大臣を転送する。少年はマジャリス星での即位式を数日後に控え、パイクは少年を保護するとアローラに約束する。プロスペクト7号星のクルーザーが再び少年の誘拐をはかって破壊され、ガマルは少年を密かに隠すもスポックに発見される。パイクはアローラと旧交をあたため、少年の即位式に出席し、神経回路を機械に繋がれ苦しみながらも星を守る運命であることを知る。少年の命運を知ったパイクは助けようとするがアローラ達に阻まれてしまい、無言のまま別れる。息子を守れなかったガマルはムベンガの尽力に感謝し、ムベンガの娘の治療法のヒントを与えた後、残酷な犠牲に基づくマジャリス社会に反逆する分派の住むプロスペクト7号星に去る。 |               |                                                                 |                           | |               |
| 7 | 7             | "セレン・スコール" "The Serene Squall"                          | シドニー・フリーランド    | Beau DeMayo & Sarah Tarkoff                                                                             | 2022年6月16日 |
| エンタープライズは人道支援の専門家で艦隊のカウンセラーのドクター・アスペンを乗せて連邦領域外に出て、海賊セレン・スコールに襲われたコロニー船を探す。罠にかかり、侵入者に船は制圧され乗組員は捕らえられる。船の制御はロックされるも、スポックが制御コードを入力して船を奪い返そうとする。ドクター・アスペンが海賊の首領エンジェル船長である正体を明かして裏切り、船の制御を奪う。エンジェルはスポックの生命と引き換えに、婚約者トゥプリングが管理する更生施設からバルカン人の犯罪者ザベリウスの身柄を要求する。スポックはチャペルと恋に落ちた演技をして婚約を解消し、ザベリウスの引き渡しを拒ませる。パイクらクルーは海賊内の不和を利用して反乱を起こさせ、海賊船にエンタープライズを攻撃させる。艦隊が到着して海賊を壊滅させるもエンジェルは逃亡する。スポックはトゥプリングに、チャペルとの演技を説明して元の関係に戻る。チャペルには、ザベリウスがエンジェルの恋人でスポックの異母兄サイボックであると話す。 |               |                                                                 |                           | |               |
| 8 | 8             | "エリシアの王国" "The Elysian Kingdom"                          | Amanda Row                | Akela Cooper & Onitra Johnson                                                                           | 2022年6月23日 |
| エンタープライズが星雲を離れようとする時、ワープドライブが働かず乗組員は意識を失う。ムベンガが目を覚ますと、乗組員たちは娘ルキヤの好きなファンタジーの本の登場人物になりきり、服装や船内の装飾も変化している。たまたま科学実験の爆発の影響下にあったムベンガの他には、テレパシー能力を持つヘマーだけが元の記憶を保つ。二人は星雲内にボルツマン脳が存在する仮説を立て、転送バッファー内で孤独だったルキヤを意識体が見つけて楽しませたことを発見する。ヘマーを通じて意識体と会話し、ルキヤの難病は治癒されているが星雲内でしか生きられないと知る。ムベンガは娘を星雲内に残す決断をし、数秒後に多くを経験し成長した娘に再会する。星雲はクルーを元に戻すが、5時間の記録も記憶も消え、ただムベンガの記憶だけが残る。 |               |                                                                 |                           | |               |
| 9 | 9             | "さまよえる者たち" "All Those Who Wander"                       | クリストファー・J・バーン | Davy Perez                                                                                              | 2022年6月30日 |
| 宇宙基地K-7に行く予定のエンタープライズは救難信号を出したのちに通信の途絶えたU.S.S.ペレグリンの調査を命じられる。カークは上陸班を率いてシャトルで寒冷な惑星パレオ・ベータ5に着陸し、ペレグリンの外で多くの死体を見つける。船長日誌から、収容した3人の避難民の一人の体からゴーン人が孵り乗組員を襲ったことが分かる。残りの2人を見つけるも、そのうちの未知のヒューマノイドから4体のゴーン人が孵り、上陸班のうち2人を殺す。ラアンからゴーン人が寒さを嫌うことを知り、ゴーン人を全て倒すも、ヘマーは卵を含む酸性の液体をかけられて孵化が迫る。ヘマーはウフーラが艦隊にとどまるよう勧めた後、ペレグリンから飛び降りて死ぬ。ラアンは休暇を取り、残る生存者の少女オリアナの家族を探すことにする。 |               |                                                                 |                           | |               |
| 10 | 10            | "情けの価値" "A Quality of Mercy"                               | クリス・フィッシャー      | ヘンリー・アロンソ・マイヤーズ & アキヴァ・ゴールズマ                                                   | 2022年7月7日  |
| エンタープライズとバテルのU.S.S.カユ―ガはロミュラン帝国との間の中立地帯にある前哨基地に補給する。パイクは、未来で士官候補生となり、自分が重傷を負いながら救おうとする少年に会う。未来を変えるために少年に手紙を書こうとした時、提督の姿の未来の自分が訪れ、タイムクリスタルに触れさせて、手紙を書いた場合の未来を体験させる。7年後、前哨基地はロミュランの遮蔽装置を備えたバード・オブ・プレイに破壊される。ジェームズ・T・カークが船長を務め、ラアンが勤務するU.S.S.ファラガットととともに敵船を追跡し、カークやスポックは弱みを見せないために攻撃を主張するも、パイクは穏当な行動を選ぶ。待ち伏せでファラガットが破壊されても、パイクは停戦交渉を行う。敵船の司令官は合意するが、その部下が密かに応援艦隊を呼ぶ。カークは密かに無人のドローン船を用意して敵を攪乱するも、敵船の司令官は処罰され、スポックは回復不可能な重傷を負い、ロミュラン帝国は惑星連邦に宣戦布告する。元の時間に戻ったパイクは、大規模な戦争を避けスポックを救うために、手紙を書くことを止める。バテル船長がエンタープライズに来て、遺伝子操作を行ったイリリア人であることを理由にウーナを逮捕する。 |               |                                                                 |                           | |               |

### シーズン2のエピソード
| 通算 話数 | シーズン 話数 | タイトル                                                       | 監督                   | 脚本                                                    | 公開日        |
| --- | ------------- | -------------------------------------------------------------- | ---------------------- | ------------------------------------------------------- | ------------- |
| 11 | 1             | "壊れた環" "The Broken Circle"                                 | クリス・フィッシャー   | ヘンリー・アロンソ・マイヤーズ & アキヴァ・ゴールズマン | 2023年6月15日 |
| エンタープライズは第1宇宙基地で検査を受け、パイクはウーナの弁護士を探すために離船する。クリンゴン領のカジタール星からのラアンの救難信号を受け、艦長代理のスポックは救助に向かおうとするもエイプリル提督に却下される。乗組員たちは危険な冷却水漏れを装ってエンタープライズを発進させるも、主任検査官ペリアは偽装を見破り船に残る。乗組員たちはカジタール星に来て、オリアナを家族のもとに戻していたラアンに再会する。ラアンは、連邦とクリンゴンの戦争が終結してダイリチウム採掘の利益が減ったため、連邦人とクリンゴン人からなる秘密組織が再戦をもくろんでいると語る。ムベンガとチャペルは、偽の連邦船に連行されて、負傷者を治療させられる。新たに到着したクリンゴン船を攻撃することで開戦させる陰謀を知る。二人は加速剤を服用して戦い、偽連邦船を破壊するようエンタープライズに連絡する。スポックの命令でエンタープライズは偽連邦船を破壊してクリンゴン船を守り、船外スーツで脱出していたムベンガとチャペルを救出する。スポックはクリンゴン船船長とブラッドワインを飲み交わす。長命のランタナイト人であるペリアはアカデミーに退屈し、エンタープライズに残ると申し出る。エイプリルはスポックを命令不服従で叱責するが、ゴーンとの戦争が迫る中でクリンゴンとの開戦を避けられたことを同僚と密かに感謝する。 |               |                                                                |                        |                                                         |               |
| 12 | 2             | "苦難を乗り越え、星へ" "Ad Astra per Aspera "                  | Valerie Weiss          | Dana Horgan                                             | 2023年6月22日 |
| パイクは、ウーナの幼馴染のイリリア人で、人権派弁護士のケトゥールに懇願してウーナを弁護してもらう。ウーナは不名誉除隊を受け入れる司法取引を拒否して軍事裁判が始まり、検察側のバテルとパサーク中将は遺伝子操作を禁止する連邦法により20年の禁固を求刑する。ケトゥールは、証人のエイプリル提督がかつて人道的理由により「艦隊の誓い」を破ったことを持ち出して、法律は常に正しいわけではないと主張する。ラアンは自分の日誌からウーナの出自が知られたのではないかと恐れる。証言台に立ったウーナは、イリリア人に対する迫害と、多様な種族からなる宇宙艦隊に所属した喜びを語り、イリリア人の人権のために自らが出自を通報したと告白する。パサークは、パイクがウーナの出自を隠した違法行為に言及し、ウーナの罪が他に及ぶと責める。ケトゥールは、宇宙艦隊の船長は迫害に会った者に庇護を与える権利があるという条項を持ち出す。判決は、遺伝子操作を合法とは認めないまでも、ウーナを無罪とする。ウーナはエンタープライズの副長に復帰する。 |               |                                                                |                        |                                                         |               |
| 13 | 3             | "明日、明日、そして明日" "Tomorrow and Tomorrow and Tomorrow " | Amanda Row             | David Reed                                              | 2023年6月29日 |
| 見知らぬ男がエンタープライズ上に出現してラアンに装置を渡し、「ブリッジに行け」と言い残して死んで消滅する。ラアンは惑星連邦の存在しない別の時間軸に飛ばされ、ジェームズ・T・カークを船長とするエンタープライズは戦争のさなかにある。装置によりラアンとカークは2020年代のトロントに転送される。カークの時間軸ではサムは既に死んでいる。互いに魅かれ始めた二人の目前で、世界最長の橋(ブリッジ)が光子魚雷で破壊される。カークの時間軸ではまもなく常温核融合炉の爆発でトロントが破壊されて時間線の分岐となることから、二人はこの時代のバーモント州に住んでいたペリアの助けを借りて炉を探し、少年期のラアンの先祖カーン・ヌニエン・シンが育てられる遺伝子研究室を見つける。ロミュラン人の時間旅行者のセラはカーンを殺して優性戦争を阻止し、惑星連邦の創設に繋がる歴史を変えようとする。セラはカークを殺すも、ラアンはセラを殺してカーンを守る。自分の時間軸のエンタープライズに戻ったラアンの前に、未来から来た時間調査局員が現れて感謝する。ラアンはカークに連絡するも、カークはラアンのことを覚えていない。 |               |                                                                |                        |                                                         |               |
| 14 | 4             | "ロトパゴスの中で" "Among the Lotus Eaters"                    | Eduardo Sánchez        | Kirsten Beyer & Davy Perez                              | 2023年7月6日  |
| エンタープライズは、小惑星帯の影響で高い放射線量を保ち、以前の調査活動による文化的汚染が疑われるライジェル7号星に向かう。パイク、ラアン、ムベンガが地表に降りる。死亡と報告されていた乗組員のザックはザカリアス大王と名乗ってケイラ―の民の支配者となり、3人を捕らえて強制労働をさせる。3人は耳鳴りと頭痛、そして記憶の喪失を体験し、宮殿に記憶が保たれているという伝説を聞く。ラアンは負傷し、記憶を無くしたムベンガは治療ができない。パイクは宮殿に侵入し、ザックから宮殿を作った鉱石が放射線から人々を保護していると聞く。エンタープライズ号上の乗組員も記憶の喪失に見舞われ、オルテガスは本能に頼って小惑星帯から船を救う。スポックは放射線から船を守るフィールドを工夫する。3人はエンタープライズに戻り、小惑星帯をライジェル7号星から遠ざける。パイクは、ウーナの裁判の影響でこじれかけたバテルとの関係を修復する。 |               |                                                                |                        |                                                         |               |
| 15 | 5             | "シャレード" "Charades"                                        | Jordan Canning         | Kathryn Lyn & ヘンリー・アロンソ・マイヤーズ            | 2023年7月13日 |
| スポックとチャペルが異次元空間に住むケルコブ人の遺跡を調査中に、時空の裂け目に遭いシャトルが墜落する。ケルコブ人は二人を治療するも、スポックからバルカン人の遺伝子を除去する修正を行ってしまい、その過誤を認めない。スポックは婚約者トゥプリングの家族と過ごす婚約式の儀式を控え、母のアマンダが準備のためにエンタープライズに乗り込んでくる。スポックはトゥプリングに自分の状態を打ち明けられず、クルーたちの助けで元のバルカン人との混血のままでいるふりをする。スポックを元に戻すには24時間しか残されず、チャペルはオルテガ、ウフーラと共にケルコブ人にスポックを元に戻すよう依頼しに行き、スポックへの愛を告白して治療薬を渡される。儀式は終わるが、地球人に批判的なトゥプリングの母に怒り、スポックは自分の状態を明らかにする。スポックは元の状態に戻るも、トゥプリングは嘘をつかれたことに怒ってしばらく距離を置くことにする。後にスポックは、チャペルへの愛情を告白する。 |               |                                                                |                        |                                                         |               |
| 16 | 6             | "ロスト・イン・トランスレーション" "Lost in Translation"       | ダン・リウ             | Onitra Johnson & David Reed                             | 2023年7月20日 |
| エンタープライズはジェームズ・カークが副長を務めるU.S.S.ファラガットとともに、デューテリアム精製所の修理を行う。ウフーラは死んだヘマーなどの幻覚を見始める。ウフーラと同様の幻覚を見る精製所勤務のラモンが破壊工作を行い、ジェームズがウフーラを助けて被害を最小限にとどめる。ウフーラは異星生物学者であるサム・カークの助けも得て、デューテリアムの中で生き、精製所により危険にさらされている生物からのメッセージが脳に直接送られていることに気づく。ウフーラの要請でパイクは精製所を破壊し、幻覚は止まる。 |               |                                                                |                        |                                                         |               |
| 17 | 7             | "大昔のサイエンティスト" "Those Old Scientists"                | ジョナサン・フレイクス | Kathryn Lyn & Bill Wolkoff                              | 2023年7月22日 |
| 24世紀、U.S.S.セリトスのブラッド・ボイムラーは古代のポータルを調査中に23世紀に飛ばされ、伝説的なエンタープライズのクルーたちに対面し興奮するも、未来の知識をもらして歴史を変えないよう努める。エンタープライズはボイムラーを未来に戻そうとする。オリオン船がポータルを盗むも、穀物と引き換えにポータルを取り戻す。最後のホロニウムを使ってポータルを開きボイムラーを送り返そうとするが、ボイムラーを救おうとしたベケット・マリナーを未来から呼び寄せることになる。マリナーは憧れのウフーラを手伝ってポータルに刻まれた異星人の文字を解読するも役に立たず、ボイムラーがスポックを手伝ってホロニウムを合成しようとするも失敗する。ボイムラーは、エンタープライズ NX-01のホロニウムが、現在の U.S.S.エンタープライズ NCC-1701に受け継がれていることに気づく。ポータルを派遣したのがオリオン人の業績だと記録すると約束してオリオン人の妨害を抑え、二人はポータルで未来に戻る。 |               |                                                                |                        |                                                         |               |
| 18 | 8             | "戦争の名のもとに" "Under the Cloak of War"                    | Jeff W. Byrd           | Davy Perez                                              | 2023年7月27日 |
| エンタープライズは、かつてクリンゴン帝国の将軍でありながら亡命し、連邦の大使となったダク・ラーを迎える。ダク・ラーは、過去に凄惨な戦いが行われた衛星ジガールのクリンゴン側の指揮官で、ジガールの戦場にいたムベンガ、チャペルは不快感を隠せない。ダク・ラーは、ジガールでの戦闘の当事者同士としてムベンガに和解を申し出る。過去の行いを後悔し償いを望んでおり、命令を非道な方法で実行した部下3人を自らの手で殺したと語る。ムベンガは、ラーを暗殺しようと単身で襲撃したものの抵抗に遭い、彼自身がラーの部下3人を殺した“ジガールの虐殺者”だったことを明かす。衝撃を受けるもそれでも真相を隠してやって行くしかないと和解を求めるダク・ラーは、それを拒むムベンガと揉み合いになり、ムベンガが隠し持っていたダクタフ（クリンゴンの短剣）で刺され死亡する。その場面に居合わせたチャペルは、凶器はダク・ラーのものであると証言し、ムベンガは罪に問われない。 |               |                                                                |                        |                                                         |               |
| 19 | 9             | "亜空間ラプソディ" "Subspace Rhapsody"                         | Dermott Downs          | Dana Horgan & Bill Wolkoff                              | 2023年8月3日  |
| U.S.S.ファラガットの副長への昇進が決まったジェームズ・カークが、副長としての心得をウーナから学ぶためにエンタープライズに来る。スポックが主導する亜空間通信速度改善実験のため、ウフーラは亜空間のひだへむけて歌を発信する。それを引き金に非現実フィールドが広がり、乗組員は感情が高まると自分の思いをミュージカルの調子で歌い始めるようになる。パイクはバテルとの口論をブリッジで歌い、チャペルはバルカン科学アカデミー合格がスポックとの関係より重要だと歌う。ラアンはジェームズ・カークへの思いを口に出すが、ジェームズはキャロルという交際相手がいて既に妊娠中であることを告白する。非現実フィールドに影響されたクリンゴン船は亜空間のひだを破壊しようとするも、これは宇宙艦隊の全ての船を破壊しかねない。ウフーラは全員が合唱することで非現実フィールドを閉じる方法を考え付き、歌唱を主導して危機を終結させる。 |               |                                                                |                        |                                                         |               |
| 20 | 10            | "覇権" "Hegemony"                                              | マヤ・ヴルヴィロ       | ヘンリー・アロンソ・マイヤーズ                          | 2023年8月10日 |
| チャペルを加え、連邦の外のコロニーであるパルナッソス・ベータを補給中のカユーガはゴーン人に襲われて破壊される。救難信号を受けて急行したエンタープライズはカユーガの残骸を発見するも、ゴーン人の干渉フィールドによりコロニーと通信も転送もできない。エイプリル提督は境界線を越えてコロニーに入ることを禁じる。パイクは命令に反し、オルテガス、ラアン、サム、ムベンガを伴って残骸を装ったシャトルで上陸する。ゴーン船のトランスポンダーの作り方を知るU.S.S.スターダイバーの機関士モンゴメリー・スコット中尉と、バテルを含む数百名の生存者に会う。だがバテルの体内にはゴーンの卵が産みつけられている。ウフーラとペリアは干渉フィールド発生施設の場所を見つけ、スポックがカユーガの円盤部にロケットを備え付けて惑星表面の施設に落とす。スポックは円盤部で生存していたチャペルに再会し、二人でエンタープライズに戻る。干渉フィールドが停止したため、エンタープライズはパイク、スコット、バテルを転送するも、ゴーン人は他の全ての上陸クルーとコロニー生存者を自船に転送する。エイプリル提督は撤退命令を下し、パイクは次の行動を迷う。 |               |                                                                |                        |                                                         |               |

## 製作

### シリーズ名
シリーズ名"Strange New Worlds"は、『宇宙大作戦』および『新スタートレック』のオープニングでそれぞれの船長が行う独白の一部"Its five-year mission: to explore strange new worlds,"に由来する。

### 背景
『スタートレック:ディスカバリー』の共同創作者であるアレックス・カーツマンがアキヴァ・ゴールズマンをシリーズに招き入れたとき、ゴールズマンはエンタープライズを率いるクリストファー・パイクの物語になると言う噂を前もって聞いていたために失望した。ゴールズマンは『ディスカバリー』のシーズン1の最後でエンタープライズが登場するようにはからった。共同ショーランナーのAaron Harbertsは「スタートレックフランチャイズ」であまり出番のなかったパイクを描きたいと思ったが、フランチャイズで何度も登場するスポックを描くことにはそれほど興味がなかった 。また、レナード・ニモイやザカリー・クイント以外の俳優を使うことにも気乗りがしなかった。しかし結局、スポックは『ディスカバリー』のシーズン2に登場することになった 。パイク役にはアンソン・マウントが決まり、さらに副長「ナンバーワン」にはレベッカ・ローミンが決まった。。製作陣は『ディスカバリー』のシーズン2にシーズン1よりもさらに『スタートレック』フランチャイズとの継続性を持たせたいと考え、マウントとローミンはともに1年契約を結んだ。イーサン・ペックがスポック役に決まった。

### 企画
2018年6月、『ディスカバリー』の単独のショーランナーとなったカーツマンは『スタートレック』のフランチャイズを拡大するために5年間の契約をCBS Television Studiosと結んだ。『ディスカバリー』のシーズン2の最終回の後、ファンはローミン、ペックを加えたエンタープライズ上でのスピンオフを望み始めた。マウントとペックはこの声に好意的な反応を見せた。マウントは、『ディスカバリー』の撮影は難しく、復帰するにはかなりの話し合いが必要だと述べたが、後にはこれまでパイク役ほどポジティブな反応を得たことはなく、「人生を変える体験だった」とも述べた。カーツマンもスピンオフに興味を示し、 「ファンの声は聞き届けた。スタートレックの世界ではあらゆることが起きても不思議ではない」と述べた。
2019年の「サンディエゴ・コミコン」で、カーツマンは『スタートレック:ショートトレック』のシーズン2のうち3話ではエンタープライズの俳優が主役となると発表した。その俳優がスピンオフシリーズに出演することの障害にはならないとも述べた。2020年1月、スピンオフの話し合いが始まっており、『ディスカバリー』から『ピカード』の共同ショーランナーに移っていたゴールズマンとアイデアを投げあっているところだと述べた。カーツマンはスピンオフがミニシリーズではなく複数シーズンに渡るシリーズになることが望ましく、『ディスカバリー』のシーズン2と『宇宙大作戦』でパイクが重傷を負っているシーンの間の7年間を描くものになるかもしれないと語った。直後に、カーツマンは2つの企画が進行中であると語り、3月にはそのうちの一つがパイクのスピンオフであると報道された。
2020年5月、CBS All Accessは正式に『スタートレック:ストレンジ・ニュー・ワールド』を発注し、マウント、ローミン、ペックが『ディスカバリー』と同役を演じることになった。カーツマンとゴールズマンに加え、ジェニー・ルメット、ヘンリー・アロンソ・マイヤーズ,、 Heather Kadin、カーツマンの製作会社Secret HideoutのFrank Siracusa、John Weber、ジーン・ロッデンベリーの息子であるロッド・ロッデンベリー、そしてロッデンベリー・エンターテインメントのTrevor Rothが製作総指揮となった。Akela Cooper とDavy Perezも製作総指揮に加わった。ゴールズマンは、カーツマンおよびルメットと共同で書いたストーリーに基づいて第一話の脚本を書き、マイヤーズとともにショーランナーとなった。ゴールズマンは引き続き『ピカード』の製作総指揮および共同ショーランナーをつとめた。マイヤーズは、『宇宙大作戦』のパイロットは『ストレンジ・ニュー・ワールド』のパイロットでもあると言え、テレビ業界の歴史上、パイロットから正式シリーズ発注に要した最長期間だったとジョークにした。
2020年9月、バイアコムCBSは”CBS All Access””がParamount+に改名されると発表した。『ストレンジ・ニュー・ワールド』のシーズン2が企画中であると2021年11月に報道され、『スタートレック』フランチャイズのエピソードの監督をしばしば務めるジョナサン・フレイクスが一か月後に確認した。2022年1月、Paramount+は正式にシーズン2の製作を発表した。ゴールズマンは、『宇宙大作戦』の時点に追いつくまでシリーズを続けたいと希望を述べ、マウントはファンがパイクをジェイムズ・T・カークやジャン＝リュック・ピカードと同等だと感じるまではシリーズを続けたいと語った。2022年7月、 マイヤーズはシーズン3が正式には発注されていないものの、製作準備には長時間を要するために話し合いは始まっていると述べた。2023年3月、シーズン3の撮影開始は間近だと述べ、一週間後にはParamount+が正式に発表した。だが製作は脚本家組合のストライキにより延期されて2023年12月に開始された。

### 脚本
カーツマンは、『ディスカバリー』でのパイク、スポック、ナンバーワンの揺るぎない楽観主義が視聴者に強い印象を残したと感じ、『ストレンジ・ニュー・ワールド』は『ディスカバリー』のシーズン2で自分の悲惨な未来を知ったにもかかわらず、パイクが楽観的であり続ける姿を描くことになると語った 。マイヤーズは、シリーズの目的は『宇宙大作戦』の楽観的なメッセージを継続することにあると感じ、自分のコメディの経験を活かしてシリーズを『ディスカバリー』や『ピカード』よりも軽いものにしたいと語った。マイヤーズは、過去のシリーズと同様に現在の社会的および政治的な問題を追及し、女性キャラクターの描き方など、もはや不適当となった『宇宙大作戦』の要素を無視して、より現代的なアプローチをとることが重要だと述べた 。天体物理学者のErin Macdonaldは『ディスカバリー』や他の『スタートレック』シリーズに引き続いて『ストレンジ・ニュー・ワールド』でも科学監修となった。彼女は、どのシリーズもサイエンス・フィクションの範疇にあり、自分の役割はシリーズにおける科学的な説明の中の奇妙な用語を修正することだと語った。
ゴールズマンは、シリーズが『ディスカバリー』や『ピカード』よりも一話独立になるが、複数話を通じてキャラクターを深く描いてゆくと語った。マイヤーズは、過去のシリーズと同様に、脚本家たちが現代的な繊細さをキャラクターに持ち込むよう望んでいると語った。これは奇妙な新しい世界を訪れる一つの船であり、一話完結形式でSFの冒険のアイデアを描くものであり、新しいエイリアン、新しい船、新しい文化に出会う機会があると語った。過去の一話完結のシリーズのようにシーズンごとに20話以上があるわけではなく10話しかないため、プロデューサーたちは『ストレンジ・ニュー・ワールド』の各話は単にいろいろなことを試すことは出来ず、毎回大幅に異なるジャンルと描写傾向を追及しなければならないと感じた。 ゴールズマンは、脚本家たちがシーズンの10話を選択する陰で10話分のすぐれたアイデアを捨てなければならず、話数を倍にしたいと感じた唯一のシリーズであると述べた。

### キャスティング
アンソン・マウント、イーサン・ペック、レベッカ・ローミンは『スタートレック:ディスカバリー」に引き続いてそれぞれクリストファー・パイク、スポック、ナンバーワン/ウナ・チン＝ライリー役を演じる。3人のキャラクターは、『宇宙大作戦』のパイロット版である『歪んだ楽園』で最初に登場し、それぞれジェフリー・ハンター、レナード・ニモイ、メイジェル・バレットが演じた。 。撮影開始時に、ジェス・ブッシュ、 クリスティーナ・チョン、セリア・ローズ・グッディング、 メリッサ・ナヴィア、 バブス・オルサンモクンが追加のレギュラーキャストとして発表された。2021年9月、かれらの役名が発表された: ブッシュはバレットが『宇宙大作戦』で演じたクリスティン・チャペルを、グッディングはニシェル・ニコルズが演じたナヨタ・ウフーラを演じ、オルサンモクンはブッカー・ブラッドショーの演じたドクター・ムベンガを演じる。チョンとナヴィアは、新しく創作された登場人物であるラアン・ヌニエン・シンとエリカ・オルテガスを演じる。またブルース・ホラックはヘマ―を演じる。ホラックはスタートレック・フランチャイズ史上初めての盲目の俳優である。ホラックは、ヘマーがシーズン1の最後に死んだ後も、これがシリーズの最後の出演にはならないと語った。シーズン2で、ホラックはゲストとして登場した。

### デザイン
デザインは2020年8月に始まり、ジョナサン・リーがプロダクション・デザイナーとなった。 マイヤーズ は、安っぽく見える道具は避けながらも現代でも通用する1960年代のデザインはそのまま使い、まるで ジーン・ロッデンベリーが現代のテクノロジーと特殊効果を使って『宇宙大作戦』を作ったかのようにデザインを進めたと語った。彼は、『宇宙大作戦』に沿いながらデザインを拡張した、スタートレック最初の映画である『スター・トレック』になぞらえた。。マウントは、「撮影セットには20世紀中ごろのモダンな意匠がある。1967年のメイシーズ百貨店をアップグレードしたような品物がある。60年代の雰囲気をアップデートしたような感じだ」と語った。エンタープライズのセットは、ブリッジをコンパクトにして『宇宙大作戦』に近づけるなど、『ディスカバリー』からアップデートされている。可動式のコンポーネントや、俳優に合わせて自動的に調整されるグラフィックスモニターなど、実際的な宇宙船としてデザインされ、『ディスカバリー』の視覚効果の代わりにリアルなビュースクリーンが用いられている。リーは『ディスカバリー』のクールな青と緑の配色の代わりに、セット内のモニター・グラフィックスを使って暖かい感じを出したかったと言う。機関部、食堂、 カーゴベイ(積荷室)のセットはバーチャルなセットで補われている。フェイザー、トライコーダー、コミュニケーターなどの小道具も『ディスカバリー』のものから再設計され、『宇宙大作戦』に近いレトロな意匠となっている。
Bernadette Croftは『ディスカバリー』でアシスタントを務めた後、本シリーズのコスチューム・デザイナーとなった。宇宙艦隊のユニフォームは『ディスカバリー』のものよりアップデートされ、マウントは『ディスカバリー』よりも先祖返りしていると語った 。『宇宙大作戦』と同じ色が用いられている（指揮・管理の士官はゴールド、科学士官はブルー、通信、機関、保安、戦術士官はレッド）。各部門は宇宙艦隊のバッジにそれぞれの紀章が記され、肩や腕の図案に加えられている 。ユニフォームにはチュニックと、『宇宙大作戦』で女性たちが着用していたミニスカートのような長めのジャケットの2つがある。クロフトは、ミニスカートのデザインが過剰な性表現になることを避けたかったが、ローミンは格好の良いデザインにするよう励ました。シリーズのミニスカート版の制服は男女両用であり、俳優たちはミニスカートとチュニックのいずれを選ぶことができる。ドクター・ムベンガのチュニックはライトブルーであり、最近のスクラブ(医療用白衣)のように前に折り返しがあると同時に、『宇宙大作戦』でレナード・マッコイが着ていた制服からも着想を得ている。チャペル看護婦は、『ディスカバリー』の医療チームのユニフォームのような白のジャンプスーツを着ている。 上陸チームは、『歪んだ楽園』に敬意を払ってユニフォームの上にグレイのジャケットを着る。映画『スタートレックII カーンの逆襲』でジェームズ・T・カークが着用していたコスチュームに触発されて、ジャケットの肩には丸いパッチがある。。士官たちが履くシューズは靴デザイナーのJohn Fluevogがデザインし、『宇宙大作戦』のキューバ風のブーツをより未来的にしている。レザーのブーツのくるぶしには金属の三角形の宇宙艦隊紀章がつけられている。
レガシー・エフェクツがエイリアンの補装具を担当し、ほぼ毎話ごとに新しいエイリアンが登場する。 ゴールズマンの依頼で、レガシーはスポックの耳の補装具をデザインし直し、『ディスカバリー』よりも『歪んだ楽園』でニモイが着用したものに近づけた。ペックの顔に合うよう調整され、ニモイよりは眉毛の角度が低くされた 。補装具部を率いるChris Bridgesは補装具をつける時間を2時間から72分に短縮するよう、ペックを説得して眉毛を剃らせたが、ペックは『ディスカバリー』ではこれを拒否していた。メイクアップとヘアメイクのチームは、ニモイのスポックのヘアスタイルともみあげがペックの顔に合うよう調整した。
オープニングタイトルはPicturemillが製作した。エンタープライズが光輝く出発シーンで始まり、マウントが『宇宙大作戦』や『新スタートレック』と同じ独白を行う。そしてエンタープライズは様々な宇宙空間を飛び、タイトル通り奇妙な新世界を訪ねる。このシークエンスは『スタートレック:ヴォイジャー』に似ている。

### 撮影
カナダオンタリオ州ミシサガにあるCBS Stages Canadaで仮題『Lily and Isaac』として撮影された。ショーランナーは監督たちに、一話完結のアプローチを強調するために各話ごとに異なる雰囲気を出すよう促した。 Paramount+は、Disney+の『マンダロリアン』で使われたStageCraft技術に基づき、バーチャル製作のためのVideo Wallを構築した。ピクソモンド社により、トロントに270度 21m x 9.1mの馬蹄型のLEDに天井のLEDを追加したバーチャル・セットがトロントに作られた。撮影の間、ゲームエンジンソフトウェアのUnreal Engineが、LEDスクリーンにCGで作られた背景画像をリアルタイムで映し出す 。特殊効果のための追加撮影がニューメキシコ州で行われた。

### 音楽
2020年12月以前に、『ディスカバリー』及び『ピカード』の作曲家であるジェフ・ルッソはカーツマンと『ストレンジ・ニュー・ワールド』の音楽がどうなるべきか話し合いをしていたが、作曲を担当することが決まっていたわけではなかった。2022年2月、ルッソがOPの音楽を作曲し、Nami Melumadが他の音楽を作曲することが明らかになった。Melumadは『Star Trek: Prodigy』および『スタートレック:ショートトレック』の1エピソードの音楽を担当しており、映画音楽のようなアプローチを行っていた。ルッソのOPの曲は、 Alexander Courageによる『宇宙大作戦』のOP曲を現代風にアレンジしたものであり、テルミンを用いている。シーズン1のサウンドトラックアルバムはレイクショア・レコードから2023年4月28日にデジタル・リリースされている。

## 公開
| シーズン  | リリース日    | リリース日    | リリース日    |
| シーズン  | リージョン1   | リージョン2   | リージョン3   |
| --------- | ------------- | ------------- | ------------- |
| シーズン1 | 2023年3月21日 | 2023年3月20日 | 2023年3月29日 |

『スタートレック:ストレンジ・ニュー・ワールド』はアメリカ合衆国、ラテンアメリカ、オーストラリア、北ヨーロッパ諸国などでParamount+により2022年5月5日に初公開された.。その他の国では、カナダでのBell Media傘下のCTV Sci-Fi ChannelおよびCrave 、ニュージーランドのテレビジョン・ニュージーランド、インドでのVoot、ヨーロッパの諸地域ではSkyShowtimeなどで公開された。　2023年9月8日、 アメリカCBSでも放送された。その後、各国でのParamount+の事業開始に合わせて順次公開された。

## メディア展開

### アフターショー
他のParamount+上でのスタートレック番組と同様に、各エピソード公開後に公式アフターショーである、ウィル・ウィートン司会の『The Ready Room』が公開され、キャストやスタッフのインタビューや、各エピソードの裏側などが明かされている。

### 出版物
John Jackson Miller著の小説『The High Country』が2023年2月21日に出版されている。
製作総指揮の一員であるKirsten BeyerとMike Johnsonが原作を担当し、絵をMegan Levens と Charlie Kirchoffが担当した最初のコミック『The Illyrian Enigma』が2022年9月に発表された。原作者を同じくし、絵をAngel Hernandez が担当した二作目のコミック『Scorpius Run』が2023年8月に刊行された。